# دانيال هيس
دانيال هيس (بالإنجليزية: Daniel Hesse) هو شخصية أعمال أمريكي، ولد في 1953.

## وصلات خارجية
- دانيال هيس على موقع إن إن دي بي (الإنجليزية)